# Bélzerénd

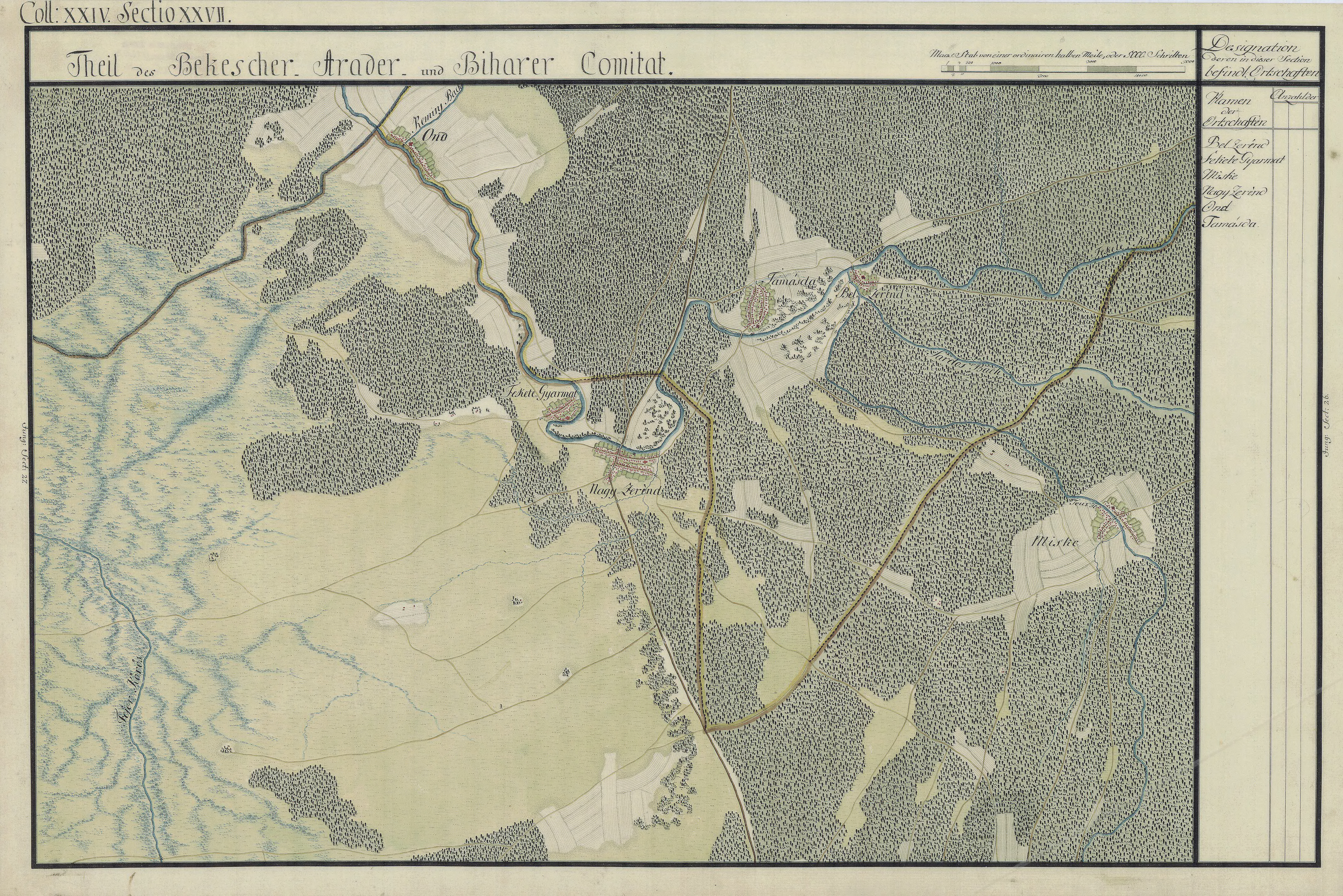
Bélzerénd egy 1782-1785-ből való térképen

Bélzerénd (Zerindu Mic) település Romániában, a Partiumban, Arad megyében.

## Fekvése
Nagyzerindtől keletre, a Fekete-Körös bal partja közelében, Tamáshida és Vadász közt fekvő település.

## Története
Bélzerénd, Zerénd nevét 1326-ban Belzerend néven említette először oklevél. 1512-ben Beel Zelend, 1561-ben Belzelend, 1808-ban Zerénd ~ Bélselénd, Bélzerind, Zerind, 1851-ben Bél-Zerind,  1888-ban Bélzerind, 1913-ban Bélzerénd néven írták.
1851-ben Fényes Elek írta a településről: „Bél-Zerind, Arad vármegyében. Lakja 562 református, anyatemplommal. Róna lapályos határa 4000 hold ... Sok sertést és marhát tenyészt. Vizei a Fekete-Körös, Szartos, Tőz és Leveles folyók, és Kalakompos tó. Földesura báró Simonyi Lajos.”
1910-ben 533 lakosából 489 magyar, 44 román volt. Ebből 13 római katolikus, 454 református, 49 görögkeleti ortodox volt.
A trianoni békeszerződés előtt Arad vármegye Kisjenői járásához tartozott.